# ماري فووت هندرسون
ماري فووت هندرسون (بالإنجليزية: Mary Foote Henderson)‏ هي سفرجات أمريكية، ولدت في 21 يوليو 1846 في سينيكا فولز في الولايات المتحدة، وتوفيت في 16 يوليو 1931 في بار هربور في الولايات المتحدة.